# Helmut Lindenthaler
Helmut Lindenthaler (* 25. November 1962 in Abtenau) ist ein österreichischer Politiker (ÖVP) und Unternehmer. Lindenthaler war von 1999 bis 2004 sowie von 2008 bis 2009 Abgeordneter zum Salzburger Landtag.

## Ausbildung und Beruf
Nach seiner Schulausbildung erlernte Lindenthaler den Beruf des Maschinenschlossers und Werkzeugmachers und übte diesen Beruf fünf Jahre lang aus. Danach absolvierte Lindenthaler eine Ausbildung zum staatlich geprüften Skilehrer und Skiführer sowie zum staatlich geprüften Skitrainer. Lindenthaler war in der Folge als Skilehrer im In- und Ausland tätig und war bis 1992 sportlicher Leiter bei der Fa. Zwilling Sport- und Freizeit in Abtenau. Seit der Saison 1990/91 führte er als Leiter und Besitzer die Ski- und Rennschule Abtenau, war Tourismusberater tätig und bis 2002 Geschäftsführer der Bergbahnen Abtenau.

## Politik
Lindenthaler war zwischen Dezember 1994 und 1999 Vizebürgermeister von Abtenau und zwischen 1999 und 2004 Abgeordneter des Salzburger Landtages. Nach der Landtagswahl 2004 schied der Tourismussprecher des ÖVP-Landtagsklubs auf Grund des ÖVP internen Vorzugsstimmenmodells aus dem Landtag aus, zudem trat er im Herbst 2004 als Ortsparteichef der ÖVP-Abtenau zurück. Nach dem Ausscheiden von Michael Neureiter wurde Lindenthaler am 8. Mai 2008 erneut als Landtagsabgeordneter angelobt, schied jedoch bereits nach der Landtagswahl in Salzburg 2009 per 22. April 2009 aus dem Landtag aus.